# Buffalo Bill (serial cinematografico)
Buffalo Bill (In the Days of Buffalo Bill) è un serial muto del 1922 diretto da Edward Laemmle.

## Trama

### Titoli degli episodi[1][2]
1. Bonds of Steel - 3 rulli
2. Nelle mani dei pellirosse (In the Enemy's Hands)
3. Assassino (The Spy)
4. The Sword of Grant and Lee
5. The Man of the Ages
6. Prisoners of the Sioux
7. Shackles of Fate
8. The Last Shot
9. From Tailor to President
10. Empire Builders
11. Perils of the Plains
12. The Hand of Justice
13. Segnale di morte (Trails of Peril)
14. The Scarlet Doom
15. Men of Steel
16. The Brink of Eternity
17. A Race to the Finish
18. Driving the Golden Spike

## Produzione
Il film fu prodotto dall'Universal Film Manufacturing Company.

## Distribuzione
Distribuito dall'Universal Film Manufacturing Company, il serial, in 18 episodi di due rulli ciascuno, uscì nelle sale cinematografiche USA  a cadenza settimanale. La prima uscita fu l'11 settembre 1922 quando venne presentato il primo episodio, Bonds of Steel, l'unico in tre rulli. Il film è, presumibilmente, perduto.